# 阿勒貝克河
52°36′37″N 8°52′32″E / 52.610276°N 8.875583°E
阿勒貝克河（德語：Allerbeeke），是德國的河流，位於該國西北部，由下薩克森州負責管轄，屬於大奧厄河的支流，河道全長12公里，發源自蘇林根東北面，河口處在巴倫堡以東。